# The Scout Association of Grenada
The Scout Association of Grenada ist eine Pfadfinder-Organisation von Grenada. Zusammen mit der The Girl Guides Association of Grenada bildet er den nationalen Pfadfinderverband.

## Geschichte
Die Organisation wurde 1924 gegründet und wurde 1979 Mitglied der World Organization of the Scout Movement. Der koedukationale Verband hatte 2011 1.378 Mitglieder. 1985 und 2004 war der Verband auch Gastgeber für das Vierte beziehungsweise Zehnte
Caribbean Cuboree. 
Das Verbandsemblem zeigt eine blühende Muskatnuss, den Nationalbaum.